# Lojeŭski Rajon
Lojeŭski Rajon (vitryska: Лоеўскі Раён, ryska: Лоевский район) är ett distrikt i Belarus.   Det ligger i voblasten Homels voblast, i den sydöstra delen av landet, 300 km sydost om huvudstaden Minsk.